# Heraklej
Hêraklej (tudi Hêrakles, starogrško Ἡρακλῆς, latinizirano: Hēraklēs, latinsko Hercules) je bil polbog v grški mitologiji. Bil je nezakonski otrok vrhovnega boga Zevsa in smrtnice Alkmene, nato pa je bil rejniški sin Amfitriona in polbrat Perzeja. Že kot otrok se je razlikoval od svojih vrstnikov, kajti bil je zelo močan. Dečku je prerokoval slavni slepi prerok Tejrezij. Napovedal mu je, da bo v življenju napravil mnogo junaških del in postal nesmrten. Heraklej je bil v sorodstvu s kraljem Evristeja.

## Etimologija
Heraklejevo ime je nastalo iz dveh grških besed: Ἥpα in κλέος (Hera in kleos, dob. »Herina slava«). To je ime je dobil, da bi zmanjšal Herin bes.

### Kult
Stari Grki so praznovali festival herakleja, ko so se spominjali njegove smrti, drugi dan meseca po atiškem koledarju (konec julija ali v začetku avgusta). Za egiptovski Heraklejev tempelj v oazi Baharija verjamejo, da sega do 21 pred našim štetjem. Ponovna ocena Ptolemajevih opisov na otoku Malta poskuša povezati mesto Ras ir-Raħeb s Heraklejevim templjem , vendar argumenti niso prepričljivi. 

## Mitologija

### Rojstvo in otroštvo
Hera je bila Heraklejeva mačeha in njegova sovražnica. Zevs je oplodil smrtnico Alkmeno v podobi njenega moža Amfitriona. Iste noči se je vrnil tudi njen mož in prav tako spal z njo. Alkmena je zanosila z dvema fantkoma. Hera je prisilila Zevsa, da priseže, da bo deček, ki se rodi te noči članu Perzejeve hiše, veliki kralj. Ko je bila Alkmena noseča s Heraklejem, je Hera poskušala preprečiti porod tako, da je Alkmeni zavezala nogi v vozel in s tem upočasnila porod. Potem pa pospešila Evristejevo rojstvo. Hero je prevarala Galantida, Alkmenina služkinja, ko je rekla, da je Alkmena že rodila. Hera je Galantido spremenila v malo podlasico. Alkmena je potem rodila polboga Herakleja in smrtnika Ifikla. Herakleja je imenovala Alkid, a je bil preimenovan v Heraklej ali Herakles, v prevodu "Herina slava", da bi se ublažila Herina jeza.
Ko je bil otrok, je Hera poslala dve kači, da bi ga ubili, ko je ležal v zibelki. Kači je zadavil, vsako z eno roko. Njegova dojilja ga je našla, ko se igral z njima, kot da sta igrački.
Legenda pripoveduje, da je Zevs prevaral Hero, da je dojila Herakleja. Otrok je potegnil tako močno, da si ga je boginja s krikom odtrgala od prsi in mleko se je polilo po nebu in ustvarilo Mlečno cesto.

## Mladost
Ko je z liro ubil svojega učitelja glasbe Linosa, je moral do 18. leta čuvati govedo na Kitajronu s svojim očimom Amfitrionom. Tam sta ga obiskali dve nimfi: Naslada in Krepost. Ponudili sta mu udobno in razkošno življenje ali težko, a slavno življenje. Heraklej je izbral Krepost. Enega od izzivov mu je postavil kralj Tespij, ki je hotel, da ubije kitajronskega leva. Za nagrado mu je kralj ponudil, da oplodi njegovih 50 hčera. Menda je to Heraklej storil v eni noči.
Potem se je poročil z Megaro, hčerjo tebanskega kralja Kreonta. Hera mu je omračila um in ubil je njo in svoja otroka, ker je mislil, da so divje zveri. Ko je doumel, kaj je storil, je odšel v delfsko preročišče. Hera je imela prerokinjo pod nadzorom in odredila je, da mora 12 let služiti svojemu sorodniku, argoškemu kralju Evristeju, ter opraviti katero koli nalogo, ki mu jo da. Pogoj, da pride na Olimp (in postane nesmrten), je bil opraviti 12 del (dodekathlos), ki mu jih je naročil kralj Evristej.

### Dvanajst del
Apolodor Atenski (grško Ἀπολλόδωρος ὁ Ἀθηναῖος; okoli 180 do po 120 pr. n. št.), Asklepijadov sin, grški učenjak in matematik, je zapisal dela v naslednjem vrstnem redu:

#### 1. Nemejski lev
Moral je ubiti nemejskega leva in kralju Evristeju kot dokaz prinesti njegovo kožo. Koža tega leva je bila tako debela, da je nobeno orožje ni moglo predreti, ubila ga je lahko samo človeška roka. Heraklej je poskušal z lokom in puščico ter gorjačo in bronastim mečem, a mu ni uspelo. Odvrgel je vse svoje orožje in se boril z levom na tleh. Končno ga je zadavil in zadušil.
Ko ga je ubil, se je Heraklej ure in ure mučil, da bi ga odrl. Bil je jezen, ker je mislil, da mu ne bo uspelo izpolniti naloge. A prišla je Atena, preoblečena v starko, in mu povedala, da je najboljše orodje za odiranje levje kože levji kremplji.
Izpolnil je nalogo in nosil neprebojno kožo kot svoj oklep. Ko ga je kralj Evristej videl prekritega s kožo, se je od strahu skril v veliko bronasto posodo. Vse nove naloge mu je dajal po glasniku.

#### 2. Lernajska Hidra
Heraklej je prišel do močvirja Lernajskega jezera, kjer je živela Hidra. Usta in nos si je prekril s tkanino, da bi se zaščitil pred strupenimi hlapi, in ustrelil plameneče puščice v njen brlog, da bi jo zvabil ven. Potem se je spoprijel z njo. Vsakič ko ji je odsekal eno glavo, sta zrasli dve novi. Apolodor piše, da je Heraklej ugotovil, da je tako ne bo mogel premagati in je poklical svojega nečaka Jolaja na pomoč. Spomnil se je (morda pod vplivom Atene), da morata osmodita štrclje z ognjem, ko odseka glavo. To sta storila in končno ubila Hidro. Eno njeno nesmrtno glavo je postavil pod velik kamen na sveti poti med jezerom in Elejo, namočil puščice v Hidrino strupeno kri in tako končal nalogo.
Druga različica zgodbe pravi, da je, potem ko je odsekal vsako glavo, pomočil meč v Hidrino kri in uporabil njen strup, da glave niso ponovno zrasle.
Hera je trdila, da naloga ne velja, ker mu je pomagal nečak.

#### 3. Erimantski merjasec
Erimantski merjasec je ogrožal kmetovalce na gori Erimant zaradi uničevanja posevkov in goveda. Heraklej tudi ni smel ubiti svojega plena. Kentaver Hiron mu je rekel, naj ga zvabi v globok sneg. Res ga je splašil, zmedel in pognal v sneg, ga zvezal in odnesel do Evristeja. Kralj se je tako ustrašil, da se je skril v velik sod in rekel Herakleju, naj ga reši te zveri. Heraklej ga je poslušal.

#### 4. Kerinejska košuta
Evristej je bil jezen, ker je Heraklej ušel smrti pri prejšnjih nalogah in je dalj časa razmišljal o naslednji nalogi. Četrta naloga je bila ujeti kerinejsko košuto, ki je bila posvečena Artemidi. Evristej je upal, da se bo boginja razjezila.
Kerinejska košuta je imela bronasta kopita, zlate rogove in je bila hitrejša od puščice. Heraklej jo je moral pokazati Evristeju nepoškodovano, zato jo je lovil leto dni po vsej Grčiji, Trakiji in Istri. Ko jo je utrudil, se je odločil vzeti eno puščico in jo ustreliti v nogo med mišico in kost brez kapljice prelite krvi. Zvezal jo je in odnesel Evristeju. Srečal je Artemido in njenega brata Apolona in ji razložil, da je to naloga in prosil, da mu oprosti, češ da bo košuto takoj vrnil. Artemida mu je oprostila in Heraklej je košuto odnesel Evristeju.
Evristej je hotel, da košuta postane del kraljevega zverinjaka. Heraklej je vedel, da mora košuto vrniti, zato je rekel, da mu jo da, če jo bo sam vzel. Kralj je krenil ponjo, a jo je Heraklej spustil. Ker je bila hitrejša od puščice, je pobegnila k svoji gospodarici Artemidi. Heraklej je rekel, da ni bil dovolj hiter in tako mu je uspelo dokončati tudi to nalogo.

#### 5. Avgijev hlev
Evristej se je spomnil te naloge, ker so prejšnje samo vzbujale občudovanje Herakleja pri ljudeh, s to pa bi ga ponižal. Elidski kralj Avgij je bil Helijev sin, zato je bila njegova čreda blagoslovljena: imel je 300 črnih bikov, 200 plodnih bikov in 12 srebrnobelih bikov, ki so branili čredo. Njegove staje že dolgo niso bile očiščene. Heraklej je moral vse izprazniti in očistiti v enem dnevu. Najprej je razbil dva zidova in potem preusmeril reki Alfej in Penej proti stajam. V nekaj urah je bilo delo opravljeno. Avgij ni hotel dati dogovorjene desetine živine, zato ga je Heraklej ubil, njegovo kraljestvo pa prepustil njegovemu sinu Fileju.
Grški pesnik Pindar trdi, da je tam Heraklej ustanovil olimpijske igre.

#### 6. Stimfalske ptice
Šesta Heraklejeva naloga je bila uničenje ljudožerskih ptic, ki so se razmnožile na obalah jezera Stimfal. Bile so posvečene Aresu in so se hranile z ljudmi, imele so bronaste kljune, kremplje in ostra kovinska peresa, s katerimi so napadale žrtve. Glede na to, da je bilo mračno, sta Atena in Hefajst pomagala Herakleju tako, da sta mu dala bronasto ropotuljo, s katero je ptice splašil in jih nagnal v let. Potem jih je s puščicami postrelil. 
V drugi inačici zgodbe jih je streljal s katapultom. Ptice, ki so preživele, se nikoli več niso vrnile v Grčijo.

#### 7. Kretski bik
Na Kreti je bil bik, ki ga Minos ni hotel žrtvovati Pozejdonu. Ta bik je odpeljal Evropo, z njim je Pazifaa spočela Minotavra. Čeprav je Minos ponudil Herakleju pomoč, jo je ljubeznivo odklonil in se odločil, da bo nalogo opravil golorok. Bik je bruhal ogenj, zato se je boj zavlekel. Na koncu ga je premagal, bika ujel in ga odnesel v Mikene. Ko ga je Evristej videl, ga je hotel posvetiti Heri, a ga je odbila, ker je bik izražal Heraklejevo moč.
To žival je pozneje na Maratonskem polju ubil Tezej.

#### 8. Diomedove kobile
V pokrajini Trakiji je imel nori kralj Diomed štiri kobile: Podargo, Lampono, Ksanto in Deno, ki jih je hranil s človeškim mesom. Heraklej jih je moral ukrasti. To je naredil z veliko lahkoto. Nahranil jih je z Diomedom zaradi njegove zlobe in okrutnosti. Po drugi inačici je prišel s svojim ljubimcem Abderom, ki je čuval kobile, medtem ko se je Heraklej boril z Diomedom. Kobile so Abdera pojedle, zato jim Heraklej dal še Diomeda, da se je maščeval.
Potem ko so se najedle, so kobile postale mirnejše in jih je odpeljal v Mikene, da kralj Evristej odloči o njihovi usodi. Evristej je odločil, da jih odpeljejo na Olimp in žrtvujejo Zevsu, a jih je Zevs zavrnil in poslal volkove, leve in medvede, ki so jih pokončali.
Druga inačica zgodbe govori o tem, da jih je Heraklej pustil svobodno begati po Argosu, saj so postale trajno mirne.

#### 9. Pas kraljice Amazonk
Heraklej je moral Evristejevi hčeri prinesti pas Hipolite, kraljice bojevnic Amazonk, ki ji je pas podaril njen oče Ares. Amazonke so onesposabljale fante in moške, da so morali zanje opravljati hišna opravila. Uporabljale so bronasto orožje in prve osnovale konjeniške rodove. Hera je nahujskala Amazonke proti Herakleju, zato jih je bil prisiljen pobiti in vzeti kraljevski pas. Heraklej je posilil Hipolito in jo zatem dal za ženo Tezeju. 
V drugi inačici zgodbe se je Hipolita zaljubila v Herakleja in mu sama dala svoj pas.

#### 10. Gerionova čreda
Heraklejeva deseta naloga je bila polastiti se znamenite Gerionove črede iz Eritije, ki je slovela po svoji lepoti in jo je čuval dvoglavi pes Ortos, a je ni smel odkupiti ali prositi kogar koli za pomoč. Gerion, sin Hrizaorja in Kaliroe, hčerke Titana Okeana, je bil velikan s tremi glavami in tremi telesi, vedno oborožen do zob.
Na poti do Eritije je Heraklej prehodil libijsko puščavo in ker je bil jezen zaradi vročine, je ustrelil puščico na Helija, boga Sonca. Helij ga je prosil, naj preneha, a je Heraklej zahteval velik zlat pladenj, ki bi ga uporabil za plovbo po morju. Tako je prišel do Eritije. Spopadel se je z dvoglavim psom Ortom, ki ga je ubil s svojo gorjačo. Evritij, ki je čuval čredo, je prišel Ortu na pomoč, a ga je Heraklej ubil. Ko je Gerion slišal trušč, je prišel oborožen s tremi ščiti, tremi kopji in tremi čeladami. Na koncu ga je Heraklej ubil s puščico, ki jo je namočil v strupeno kri lernajske Hidre.
Heraklej je nato odpeljal živino Evristeju. Da bi mu otežila nalogo, je Hera poslala na živino obada, ki bi naj jo vznemirjal in dražil. Prav tako je poslala poplavo, da Heraklej ni mogel čez reko z živino. Dvignil je dva velika stebra, znižal nivo vode in preprečil prihod morskih pošasti. Stebra (dve gori) naj bi bila pri morski ožini Gibraltar in ju danes imenujejo Heraklejeva stebra. Potem je odpeljal živino Evristeju, ki jo je posvetil Heri.

#### 11. Zlata jabolka Hesperid
Ko je v osmih letih in enem mesecu končal 10 nalog, je Heraklej prišel do Evristeja in zahteval nagrado. Evristej ni priznal druge in pete naloge, zato je moral Heraklej opraviti še dve. Naslednja naloga je bila zahtevna. Moral je prinesti zlata jabolka Hesperid, a tega ni naredil sam.
Nerej, morsko božanstvo, sin Ponta in Gaje, oče Nereid, mu je svetoval, naj prosi Atlanta, velikana, ki drži nebesni svod, da nabere ta jabolka. Ta bi naredil vse, da bi se malo odpočil od svojega težkega dela, a se je bal Ladona, bitja s sto glavami, ki je čuval jabolka. Heraklej ga je ustrelil z velike razdalje in velikan je nabral plodove (verjetno je bil v sorodstvu s Hesperido, mogoče njen oče). Zdaj se ni želel vrniti k staremu opravilu, zato ga je moral Heraklej prelisičiti: prosil ga je, naj pridrži svod, dokler ne podloži blazine na glavo. Nasedel je in Heraklej se je z jabolki napotil proti Evristeju. Na poti je osnoval Tebe – mesto s sto vrati. Evristej se je bal jabolk, zato jih je Heraklej dal Ateni, ki jih je nato vrnila.

#### 12. Kerber
Zadnja in najtežja naloga je bila pripeljati iz podzemlja psa Kerberja. Heraklej je moral oditi do vrat Hada in tam obračunati s troglavim psom, ki je imel rep kače, iz njegove sline, ki mu je padala iz gobca na tla, je zrasla strupena rastlina akonita. Ko je bil v podzemlju, je Heraklej osvobodil Tezeja, ki je bil tam zaprt, ker je poskušal ugrabiti Hadovo Perzefono.
Heraklej je odšel do Hada in Perzefone in vprašal, ali sme vzeti Kerberja. Bogova sta se strinjala pod pogojem, da ga ne poškoduje. Nekateri pravijo, da je Perzefona pristala zato, ker je bil Heraklej njen brat. Heraklej je psa ujel, ga držal okoli vratu in ga zvlekel na svetlo. Ko je prišel iz teme, je Kerber začel besno lajati in stokati. Evristej se je ustrašil, ko ga je ugledal, zato ga je Heraklej hitro vrnil v Had.

### Druge mitične zgodbe
Ko je dokončal naloge, se je Heraklej pridružil Argonavtom pri iskanju zlatega runa. Rešili so junakinje, osvojili Trojo in pomagali bogovom v vojni proti Gigantom. Zaljubil se je v princeso Jolo iz Ehalije. Kralj in njegovi sinovi so s prezirom gledali na Heraklejeve podvige, razen Jolinega brata Ifita, ki je postal Heraklejev najboljši prijatelj. Evrit je ponudil roko svoje hčere tistemu, ki ga premaga v strelskem tekmovanju. Ker Evrit ni izpolnil obljube, ga je Heraklej ubil, pa tudi njegove sinove, razen Ifrita, Jolo pa ugrabil. Hera je še enkrat razbesnela Herakleja, tako da je Ifita vrgel z obzidja.
Heraklej se je moral odkupiti in očistiti s služenjem lidijski kraljici Omfali. Moral je opravljati ženska opravila in nositi ženske obleke, ona pa je nosila njegovo levjo kožo in gorjačo. Čez čas ga je osvobodila in se z njim poročila.

#### Hilas
Heraklej je moral Argonavte zapustiti, preden so prispeli v Kolhido.
Med pohodom skozi puščavo je Heraklej ubil driopskega kralja Teodamanta v spopadu zaradi ukradene živine. Po smrti kralja je vzljubil njegovega lepega sina Hilasa in ga vzel s seboj na pohod. Kot Argonavt je Heraklej sodeloval le na delu potovanja. V Miziji so Hilasa ugrabile vodne nimfe, ko so ga poslali po vodo. Obupani Heraklej ga je dolgo iskal, vendar se je Hilas zaljubil v nimfe in nikoli več ga ni videl. Iz tega je nastal običaj, da so Mizijci vsako leto obredno hodili naokrog po gozdovih in iskali Hilasa. Hilasovo usodo opeva Teokrit v svoji 13. idili.

#### Reševanje Prometeja
Heziodova Teogonija in Ajshilov Vklenjeni Prometej pišeta, da je Heraklej ustrelil in ubil orla, ki je mučil Prometeja (kar je bila Zevsova kazen za krajo ognja bogov, ki ga je izročil smrtnikom) in ga rešil iz kavkaške stene. Heraklej je osvobodil Titana verig in njegovih muk. Prometej je nato napovedoval nadaljnja Heraklejeva dejanja.

#### Heraklejevo ozvezdje
Na poti nazaj iz Iberije v Mikene, ko se je polastil Gerionove živine, ki je bila njegova deseta naloga, je Heraklej prišel v Ligurijo v severozahodni Italiji, kjer se je bojeval z dvema velikanoma, Albionom in Bergionom ali Derkinos, sinovi Pozejdona. Nasprotniki so bili močni; Heraklej je v bil težkem položaju, zato je prosil svojega očeta Zevsa za pomoč. Pod okriljem Zevsa je Heraklej zmagal. Heraklej je klečal, ko je molil k očetu Zevsu, kar je dalo ime Engonasin (grško Εγγόνασιν, ki izvira iz "εν γόνασιν") in pomeni "na kolenih" ozvezdju, znanem kot Heraklejevo ozvezdje. Zgodbo je med drugim opisal Dionizij iz Halikarnasa (60 pr. n. št.–po 7 pr. n. št.), grški govornik in zgodovinar, ki je deloval v Rimu med Avgustovim vladanjem. 

#### Heraklejevo plenjenje Troje
Pred Homerjevo trojansko vojno je bil Heraklej v Troji in jo oplenil. Prej je Pozejdon poslal morsko pošast nad Trojo. Zgodba nakazuje več odstopanj v Iliadi (7.451–453, 20.145–148, 21.442–457) in je na voljo v Apolodorovi Biblioteki (2.5.9). Ta pohod je postal tema vzhodnega pedimenta Afajinega templja. Laomedon je načrtoval žrtvovati svojo hčer Heziono Pozejdonu v upanju, da ga bo zadušila. Heraklej je na srečo prispel (skupaj s Telamonom in Ojklom) in se dogovoril, da bodo ubili pošast, če bo Laomedon dal konje, ki jih je dobil od Zevsa kot nadomestilo za Zevsovo ugrabitev Ganimeda. Laomedon je obljubil. Heraklej je pošast ubil, vendar je Laomedon prelomil obljubo. Zato je na poznejšem pohodu Heraklej s svojimi privrženci napadel Trojo in jo oplenil. Pobili so vse Laomedonove sinove, ki jih je tam skril Podark, ki je bil preimenovan v Priam. Svoje življenje si je rešil tako, da je dal Herakleju Hezionino zlato tančico. Telamon je vzel Heziono kot vojno nagrado, se z njo poročil in imel sina Tevkra.

#### Druge pustolovščine
- Heraklej je premagal Bebrike (vladal jim je kralj Migdon) in dal njihovo zemljo princu Likusu iz Mizije, sinu Daskila.
- Ubil je roparja Termerja.
- Heraklej je obiskal Evandra z Antorjem, ki je nato ostal v Italiji.
- Heraklej je ubil kralja Amintorja iz Dolopije, ker mu ni dovolil v njegovo kraljestvo. Ubil je tudi kralja Emationa Arabskega.
- Heraklej je ubil Litierza, neuradnega Midasovega sina, ko ga je premagal v tekmovanju žetve.
- Heraklej ubil Periklimena pri Pilosu.
- Heraklej je tekmoval z Leprejem in ga na koncu ubil.
- Heraklej je ustanovil mesto Tarentum (sodobni Taranto v Italiji).
- Heraklej se je naučil glasbe od Linosa, vendar ga je ubil, ko je popravljal njegove napake. Naučil se je rokoborbe od Avtolika. Slavnega boksarja Eriksa iz Sicilije je ubil na tekmi.
- Heraklej je bil Argonavt. Ubil je Alastorja in njegove brate.
- Ko je Hipokon strmoglavil svojega brata Tindareja kot kralja Šparte, je Heraklej vrnil pravega vladarja ter ubil Hipokona in njegove sinove.
- Heraklej ubije Kikna, Aresovega sina. Pohod proti Kiknu, v katerem Iolaj spremlja Herakleja, je tema kratkega epa, pripisanega Heziodu. Heraklejev ščit.
- Heraklej je ubil giganta Alkioneja in Porfiriona.
- Heraklej je ubil velikana Anteja, ki je bil nesmrten, če se je dotikal zemlje, tako da ga je dvignil in ga držal v zraku, medtem ko ga je zadavil.
- Heraklej je sprožil vojno z Avgijem, ko mu je zanikal obljubljeno nagrado za čiščenje njegovih hlevov. Avgij je ostal neporažen zaradi spretnosti njegovih dveh generalov, Molionidov, in po Heraklejevi bolezni je bila njegova vojska hudo pretepena. Iz zasede je nato ubil Molionida in nadaljeval pohod v Elido ter ubil Avgija in njegove sinove.
- Heraklej se pojavi tudi v Aristofanovih Žabah, v katerih Dioniz išče junaka, ki bi našel pot do podzemlja. Heraklej se je zelo zabaval zaradi Dionizovega videza in v šali ponujal več načinov za samomor, preden je končno povedal, kako priti do tja.
- Heraklej se je pojavil kot prednik junaka Skitija v Herodotovem besedilu. Medtem ko je Heraklej spal v puščavi, je pol ženska, pol kača ukradla njegove konje. Heraklej je našel to bitje, ampak ona ni hotela vrniti konj, dokler ni imel spolnih odnosov z njo. Nato je peljal nazaj svoje konje, toda preden jo je zapustil, ji je dal pas in lok. Dal ji je navodila, kdo od njunih otrok naj bi našel nov narod v Skitiji.

### Heraklejeve ljubezni
Heraklej je imel moške in ženske ljubimce. Njegovo potomstvo se imenuje Heraklidi (Herakleidai) in nastopajo v številnih mitih. Ti miti naj bi temeljili na zgodovinskih dogodkih, ko so Dorci prodirali na Peloponez konec 2. tisočletja pr. n. št.

#### Žene
Heraklej se je štirikrat poročil. Prvič z Megaro, ki jo je skupaj z otroki ubil v napadu besnila, ki ga je povzročila Hera. Naslednja žena je bila Omfala, lidijska kraljica, pri kateri je bil najprej suženj.
Tretja žena je bila Dejanejra, za katero se je boril z rečnim bogom Ahelojem. Po poroki sta potovala in bi morala čez neko reko, ko je kentaver po imenu Nes ponudil pomoč, a poskušal posiliti Dejanejro. Heraklej ga je ubil s puščico, potopljeno v Hidrino kri. Umirajoč je kentaver naročil Dejanejri, naj zbere njegovo kri in seme ter s tem premaže moževo obleko, če želi Herakleju preprečiti zveze z drugimi ženskami. Vedel je, da je njegova kri prišla v stik s Hidrino in da bo to ubilo Herakleja.
Dejanejra je bila ljubosumna na Jolo in je pomočila srajco v to mešanico. Heraklejev sluga je prinesel srajco in tkanina je začela razjedati njegovo meso. Prosil je, da ga dajo na grmado, da bodo prekinili muke. Filoktet je zažgal grmado, Heraklej pa mu je dal svoj lok in puščice. Po njegovi smrti so ga bogovi naredili nesmrtnega. 
Druga inačica mita govori, da je grmada zažgala človeško v njem in da je ostalo samo božansko. Odšel je na Olimp in se poročil s Hebo.

#### Moški
Jolal je bil Heraklejev ljubimec, ki mu je tudi pomagal pri eni od nalog. Bil je njegov nečak, pomočnik in ljubimec. Bila sta zgled in mladi pari so se zaklinjali na Jolajevo ime. Heraklej je pozneje Jolaju dal svojo ženo Megaro, ki je ni mogel več prenašati, kar naj bi bilo tudi simbol Jolajeve odraslosti.
Plutarh v svojem delu Erotikos piše, da jih je bilo toliko, da se ne da prešteti. Nekateri Heraklejevi ljubimci:
- Abder (Ἄβδηρος)
- Admet (Ἄδμητος)
- Filoktet (Φιλοκτήτης)
- Hilas (Ύλας)
- Ifit (Ίφιτος)
- Jolaj (Ίόλαος)
- Nestor (Νέστωρ)